# ذي كوكو كولنغ
نداء الوقواق أو (بالإنكليزية:The Cuckoo's Calling) هي رواية من نوع أدب الجريمة التي كتبت على يد مؤلفة سلسة هاري بوتر جوان رولينغ موراي والتي اسخدمت فيها اسما مستعارا في نشرها تحت اسم روبرت غالبرايث وتم كشفها بعد ذلك.

## خلفية
جوان رولينغ موراي تحدثت كثيرا عن نيتها كتابة رواية من نوع أدب الجريمة طوال سنوات، في اثناء مهرجان إدنبرة الدولي للكتاب في عام 2007.ادعى الكاتب إيان رانكين ان زوجته رأت رولينغ تتصفح رواية بوليسية في إحدى المقاهي، ولكنه بعد ذلك تراجع عن ذلك وقال انها مجرد مزحة. لكن جريدة الغارديان بقيت تطرح الفرضيات بأن الكتاب القادم لرولينغ سيكون رواية من نوع أدب الجريمة.

## الكاتب
تم كشف الحقيقة بأن رولينغ هي من قامت بكتابة الرواية على يد جريدة الصاندي تايمز في 14 تموز عام 2013 بعد ان قامت الجريدة بالتحقيق في كيفية كتابة مؤلف جديد اسمه روبرت غالبرايث لرواية لأول مرة ولديه هذه المعرفة بصناعة الأمن المدني والعسكري. بعد ان اعترفت رولينغ انها هي من وراء كتابة الرواية قالت انها كانت تتمنى لو ان الامر بقي سريا لمدة أطول واضافت «كان من الرائع أن تنشر كتابا دون ضجيج أو توقع، فضلا عن المتعة الخالصة في أن تتلقى ردود الفعل على العمل باسم مختلف.»